# Fungiacyathus sandoi
Espèce
Statut CITES
Fungiacyathus sandoi est une espèce de coraux appartenant à la famille des Fungiacyathidae.